# Ferrari F10
F10 foi o modelo da Ferrari para a temporada 2010 de Fórmula 1. Condutores: Felipe Massa e Fernando Alonso.
O modelo apresenta uma distância entre-eixos maior que o antecessor F60 devido à proibição do reabastecimento, resultando num tanque de combustível maior.

## Lançamento
Em 28 de janeiro de 2010, o novo modelo projetado por Aldo Costa, diretor técnico da equipe, foi apresentado na fábrica da Ferrari, em  Maranello. O lançamento foi transmitido oficialmente no site da equipe às 07:30 (horário de Brásilia). Uma demonstração estava prevista para o dia do lançamento no circuito particular da equipe mas foi cancelada devido às condições climáticas.
Em 1 de fevereiro o piloto brasileiro Felipe Massa, testou o carro pela primeira vez nas pistas de Valência, durante os primeiros treinos oficiais da categoria na temporada.

## Desempenho
Durante os treinos oficias da pré-temporada em Valência, os pilotos Felipe Massa e Fernando Alonso, conseguiram um bom desempenho com o modelo, obtendo os melhores tempos dentre as demais equipes.
Após quatro corridas na temporada, a equipe Ferrari recebeu autorização da FIA para fazer modificações nos motores, que vinham apresentando problemas de durabilidade. Outra mudança no projeto original, é a adição de um sistema de dutos de ar similar ao apresentado no McLaren MP4-25, que permite ao piloto reduzir a pressão aerodinâmica da asa traseira.

## Resultados[9]
(legenda) (em negrito indica pole position e itálico volta mais rápida)
| Ano  | Chassi | Motor          | Pneus | N° | Pilotos         | 1   | 2   | 3   | 4   | 5   | 6   | 7   | 8   | 9   | 10  | 11  | 12  | 13  | 14  | 15  | 16  | 17  | 18  | 19  | Pontos | Posição |  |
| ---- | ------ | -------------- | ----- | -- | --------------- | --- | --- | --- | --- | --- | --- | --- | --- | --- | --- | --- | --- | --- | --- | --- | --- | --- | --- | --- | ------ | ------- |  |
|      |        |                |       |    |                 |     |     |     |     |     |     |     |     |     |     |     |     |     |     |     |     |     |     |     |        |         |  |
|      |        |                |       |    |                 | BAR | AUS | MAL | CHN | ESP | MON | TUR | CAN | EUR | GBR | ALE | HUN | BEL | ITA | SIN | JAP | COR | BRA | ABU |        |         |  |
| 2010 | F10    | Ferrari 056 V8 | B     | 7  | Felipe Massa    | 2   | 3   | 7   | 9   | 6   | 4   | 7   | 15  | 11  | 15  | 2   | 4   | 4   | 3   | 8   | Ret | 3   | 15  | 10  | 396    | 3º      |  |
| 2010 | F10    | Ferrari 056 V8 | B     | 8  | Fernando Alonso | 1   | 4   | 13† | 4   | 2   | 6   | 8   | 3   | 8   | 14  | 1   | 2   | Ret | 1   | 1   | 3   | 1   | 3   | 7   | 396    | 3º      |  |

† Completou mais de 90% da distância da corrida.